# 무지나

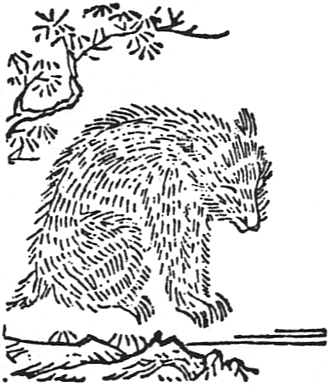
『화한삼재도회』의 무지나 삽화.

무지나(ムジナ)는 일본어에서 오소리(アナグマ), 너구리(タヌキ), 백비심(ハクビシン) 등, 백갈색 모색에 눈가만 검은 털인 짐승을 통틀어 가리키는 향명이다. 한자로는 貉(오랑캐 맥/담비 락) 또는 狢(오소리 학)라고 쓴다.
이 동물들이 구분되어 인식되는 오늘날에는 이렇게 쓰이지 않지만, 과거에는 구분 없이 모두 무지나라고 했기에 혼란이 있다. 이 혼란은 지방에 따라 “마미(マミ)” 같은 지방명도 섞여 있는 등, 굉장히 복잡한 양상을 가지고 있다.

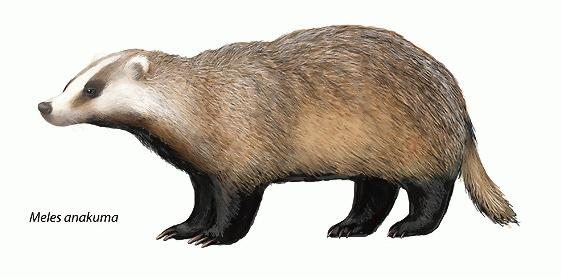
오소리
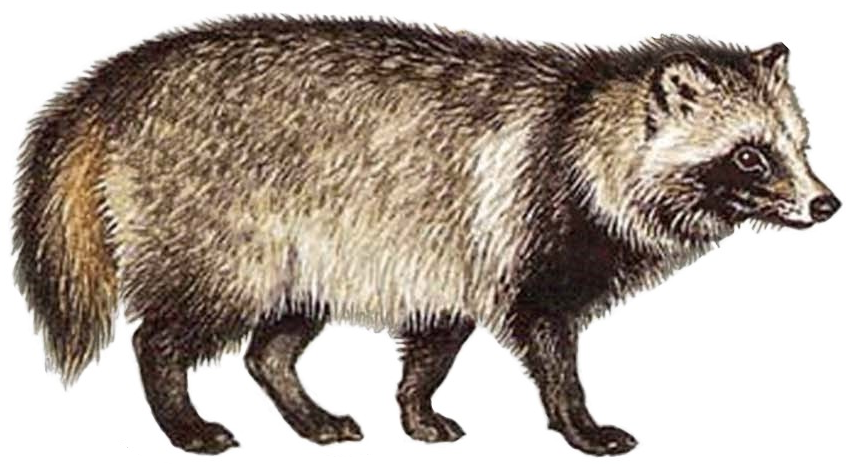
너구리
백비심

## 민속에서의 무지나

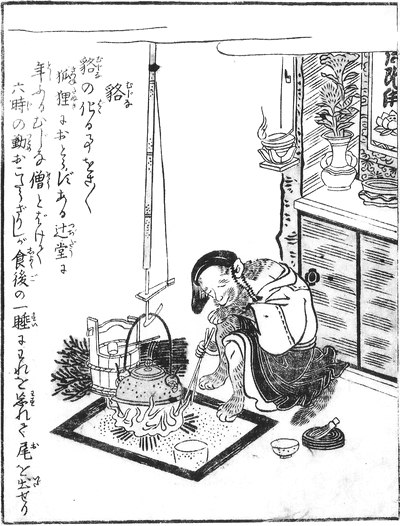
토리야마 세키엔의 『금석화도속백귀』의 무지나.

무지나는 몸집이 개 정도인데, 앞다리가 뒷다리보다 짧고, 털색은 갈색인데 오래 묵으면 등에 희고 검은 털이 십자로 나고 사람으로 둔갑할 수 있게 된다. 지역에 따라 다소 다르지만 사람의 3배 속력으로 달릴 수 있다거나, 암수간에 사이가 좋다거나 하는 이야기들이 있다. 무지나는 크게 세 가지 방법으로 사람을 홀리는데, 첫번째는 논밭이나 길을 깊은 강으로 착각하게 하는 것이고, 두번째는 말똥을 만쥬로, 퇴비구덩이를 욕조로 착각하게 하는 것이며, 세번째는 방향감각을 없애는 것이다. 이런 귀여운 장난에 그치지 않고 사람을 여럿 죽이는 흉악한 무지나도 있으며, 일부 지역에서는 그것을 큰무지나(おおむじな)라고 부르기도 했다.
일본 민속에서 “무지나”는 “키츠네” 및 “타누키”와 더불어 사람으로 둔갑할 수 있는 요괴로 묘사되는 경우가 많다. 문헌상에서는 『일본서기』 스이코 35년(서기 627년)에 “봄 2월, 무츠국에 무지나 나타나다. 사람이 되어 노래하다”라는 기사가 있어서, 7세기부터 이미 무지나가 사람으로 둔갑한다는 관념이 있었음을 알 수 있다. 시모사 지방(오늘날의 치바현~이바라키현)에는 “카부키리 동자승(かぶきり小僧)”이라고 하여, 무지나가 묘하게 짧은 옷을 입은 동자승으로 둔갑해서, 인기척 없는 밤길이나 산길에 출몰해 “물 마셔라, 차 마셔라”라고 말을 걸어온다는 전설이 있다. 레프카디오 헌의 『일본 괴담집』에는 달걀귀신 놋페라보 이야기가 수록되어 있는데, 그 이야기가 「무지나」라는 제목으로 수록되어 있는 바, 무지나가 달걀귀신으로 둔갑한 것이라고 동일시되었음을 알 수 있다. 그러나 이런 이야기들은 전후시대 이후로는 보이지 않게 되었다.
일본 속담에 “같은 구멍의 무지나(일본어: 同じ穴のムジナ)”라는 것이 있는데, “얼핏 보면 달라 보이지만 실은 한통속”이라는 뜻이다. 주로 나쁜 의미로 사용된다. 이것은 오소리와 너구리가 같은 땅굴을 공유하며 생활하는 습성에서 유래한 것으로 생각된다. 오소리나 너구리나 모두 사람 홀리는 못된 “무지나”라는 것이다.
아이누어에서는 에조너구리를 “모육(아이누어: モユㇰ→작은 사냥감)”이라고 부르며, 특히 얼굴이 검은 너구리를 “스케(아이누어: スケ→밥 짓는)모육”이라고 부른다. 전승에서 스케모육은 키문카무이(キムンカムイ, 산신, 즉 불곰을 말함)를 섬겨서 밥을 짓다가 그을음 때문에 얼굴이 검어진 것이라고 한다. 아이누 문화에는 “무지나”와 “타누키”의 구별이 없지만, 아이누 유카르 「모육 키문카무이」는 일반적으로 일본어로 「무지나와 곰」으로 번역된다. 「모육 키문카무이」는 키문카무이(곰)과 함께 살던 모육(무지나)이 아이누모시리(인간계)에 갔다가 분부를 어김으로써 카무이모시리(신계)로 돌아갈 수 없게 되어, 인간계에 눌러앉아 칩의 입구를 지키는 수호신, 병을 고치는 신이 되었다는 이야기다.

## 같이 보기
- 일본 신화